# 杜贊奇
杜贊奇（英語：Prasenjit Duara，阿薩姆語：প্রসেনজিৎ দুৱঁৰা），印度人，美國著名中國史學者。拜汉学家孔飞力为师，曾任教于美国芝加哥大学历史学系及东亚语言文明系。現任新加坡國立大學萊佛士人文讲座教授，兼任新加坡国立大学人文学部主任暨亚洲研究院院长。

## 理論貢獻
他创造了基层政权營利型经纪人的概念，这些“经纪人”帮助国家在乡村建构“权力的文化网络”，用以沟通现代国家在建立时期和基层乡村的博弈关系。杜赞奇的“经纪人”是用来指称那些身处传统官僚体制之外，但却帮助国家实施对乡村社会汲取和治理的一个社会群体，在杜赞奇的笔下，这个群体居于国家与乡村社会之间，他们帮助国家的同时，也借以实现自身的利益，所以，杜赞奇用“经纪统治”来进行概括。

## 著作
- ------ (2015) The Crisis of Global Modernity: Asian Traditions and a Sustainable Future. Cambridge University Press http://www.cambridge.org/us/academic/subjects/history/global-history/crisis-global-modernity-asian-traditions-and-sustainable-future （页面存档备份，存于）
- ——. . Chicago; London: University of Chicago Press. 1995.
- ——. . London; New York: Routledge. 2004  [2020-10-24]. ISBN 978-0-415-24841-9. （原始内容存档于2007-02-09）.
- ——. . History Compass. 2006, 4 (3): 407–427. doi:10.1111/j.1478-0542.2006.00329.x.
- ——. . London ; New York: Routledge. 2004. ISBN 978-0-203-48552-1.
- ——. . Stanford, Calif.: Stanford University Press. 1988.
- ——. . London ; New York: Routledge. 2009.
- ——. . Lanham: Rowman & Littlefield Publishers. 2003. ISBN 978-0-7425-2577-1.

### 中文
- 《文化、權力與國家：1900-1942年的華北農村》
- 《從國族中拯救歷史：質疑現代中國敘事》
- 《主權與真實性：滿州國與東亞現代進程》